# Maureen Dunlop de Popp
Maureen Dunlop de Popp (ur. 26 października 1920 w Quilmes, zm. 29 maja 2012 w Norfolk) – angielska pilotka, w czasie II wojny światowej pełniła służbę w Air Transport Auxiliary, latała na 38. różnych typach samolotów.

## Życiorys
Maureen Adel Chase Dunlop urodziła się 26 października 1920 w Quilmes w Argentynie. Była córką Australijczyka i miała podwójne obywatelstwo brytyjskie i argentyńskie. Pilotażu nauczyła się w 1936 w czasie wakacji w Wielkiej Brytanii.
W czasie II wojny światowej, w kwietniu 1942 wstąpiła do Air Transport Auxiliary, była jedną ze 164 kobiet należących do tej organizacji i była pierwszym żeńskim oficerem ATA. W czasie wojny latała na 38 różnych samolotach, między innymi na Supermarine Spitfire, North American P-51 Mustang, Hawker Typhoon, Vickers Wellington i De Havilland Mosquito, łącznie spędzając w powietrzu ponad 800 godzin. W 1944 jej zdjęcie pojawiło się na okładce magazynu „Picture Post”.
Po wojnie Dunlop pracowała jako instruktorka lotnicza w Royal Air Force. Po powrocie do Argentyny pracowała jako pilot, była także instruktorką w Fuerza Aérea Argentina. Karierę zawodową jako pilot zakończyła w 1969.
W 2003 była jedną z trzech kobiet, które otrzymały wyróżnienie Master Air Pilot Award przyznawane przez Guild of Air Pilots and Air Navigators.
Była mężatką, miała dwie córki i syna.
Zmarła 29 maja 2012.